# Tổng thống Pháp
Tổng thống Pháp, hay Tổng thống Cộng hòa, tên chính thức là Tổng thống Cộng hòa Pháp (tiếng Pháp: Président de la République française), là nguyên thủ quốc gia của Pháp và tổng tư lệnh Lực lượng Vũ trang Pháp. Tổng thống là chức vụ cao nhất của Pháp. Chức năng, nhiệm vụ, quyền hạn của tổng thống và quan hệ của tổng thống với thủ tướng và Chính phủ đã thay đổi theo thời gian tùy theo các bản hiến pháp kể từ khi chức vụ được thành lập dưới nền Đệ Nhị Cộng hòa.
Tổng thống là Đồng Vương công Andorra, tổng chỉ huy Bắc đẩu Bội tinh, Huân chương Công trạng quốc gia và giáo sĩ danh dự Tổng lãnh vương cung thánh đường Thánh Gioan Latêranô nhưng một số tổng thống đã từ chối danh hiệu này trong quá khứ.
Tổng thống đương nhiệm là Emmanuel Macron, ông nhậm chức vào ngày 14 tháng 5 năm 2017 và được tái cử nhiệm kỳ thứ hai vào ngày 7 tháng 5 năm 2022.

## Lịch sử
Chức vụ tổng thống Pháp được đề xuất lần đầu tiên trong cuộc Cách mạng tháng Bảy, khi có đề nghị Gilbert du Motier de La Fayette làm tổng thống. Ông do dự và nhường lại trọng trách cho Louis-Phillipe, người đã đăng quang quốc vương của người Pháp vào năm 1830.
Dưới nền Đệ Nhị Cộng hòa, tổng thống là nguyên thủ quốc gia được bầu trực tiếp. Tổng thống đầu tiên là Louis-Napoléon Bonaparte, cháu trai của Napoléon Bonaparte. Bonaparte giữ chức tổng thống cho đến khi ông tiến hành một cuộc đảo chính và đăng quang Hoàng đế Pháp vào năm 1852.
Dưới nền Đệ Tam Cộng hòa, tổng thống ban đầu khá quyền lực theo chủ ý của phe bảo hoàng khi hiến pháp được ban hành vào năm 1875: phe bảo hoàng dự tính rằng một thành viên của một trong hai nhánh của vương thất sẽ trở thành tổng thống và thành lập một chế độ quân chủ lập hiến. Tuy nhiên, phe cộng hòa thắng cử trong cuộc bầu cử Viện Dân biểu năm 1877 sau khi Tổng thống Patrice de MacMahon giải tán Viện Dân biểu và buộc MacMahon phải từ chức vào năm 1879. Jules Grévy kế nhiệm MacMahon và nhường lại quyền lực cho nghị viện, thiết lập một thể chế đại nghị tồn tại cho đến khi Charles de Gaulle lên làm tổng thống vào năm 1959.
Dưới nền Đệ Tứ Cộng hòa được thành lập sau Chiến tranh thế giới thứ hai, tổng thống tiếp tục là một chức vụ chủ yếu mang tính nghi lễ.
Hiến pháp Pháp năm 1958 thành lập nền Đệ Ngũ Cộng hòa và tăng cường đáng kể quyền lực của tổng thống. Cuộc trưng cầu ý dân năm 1962 sửa đổi hiến pháp, quy định tổng thống được bầu trực tiếp bằng hình thức phổ thông đầu phiếu chứ không phải do một đại cử tri đoàn bầu ra. Cuộc trưng cầu ý dân về hiến pháp năm 2000 rút ngắn nhiệm kỳ của tổng thống từ bảy năm thành năm năm. Sửa đổi hiến pháp năm 2008 quy định tổng thống không được giữ chức vụ quá hai nhiệm kỳ liên tiếp.

## Bầu cử

### Giới hạn nhiệm kỳ
Kể từ cuộc trưng cầu ý dân về bầu cử tổng thống 1962, tổng thống được bầu trực tiếp bằng hình thức phổ thông đầu phiếu; trước đó, tổng thống do một đại cử tri đoàn bầu ra. Nhiệm kỳ của tổng thống được giảm từ bảy năm xuống còn năm năm sau cuộc trưng cầu ý dân về hiến pháp năm 2000. Cuộc bầu cử tổng thống đầu tiên cho nhiệm kỳ năm năm được tổ chức vào năm 2002 và Tổng thống Jacques Chirac được tái cử nhiệm kỳ thứ hai. Ông đã có thể ra tranh cử vào năm 2007 do lúc đó không có giới hạn nhiệm kỳ.
Sửa đổi hiến pháp 2008 quy định tổng thống không được giữ chức vụ quá hai nhiệm kỳ liên tiếp. Trước đó, François Mitterrand và Jacques Chirac là hai tổng thống duy nhất giữ chức vụ hai nhiệm kỳ trọn vẹn. Emmanuel Macron là tổng thống thứ tư (sau de Gaulle, Mitterrand và Chirac) được tái cử nhiệm kỳ thứ hai vào năm 2022.

### Quy trình bầu cử
Buộc bầu cử tổng thống được tổ chức bằng hệ thống bầu cử hai vòng: nếu không có ứng cử viên nào nhận được quá nửa số phiếu bầu trong vòng đầu thì hai ứng cử viên có số phiếu bầu cao nhất sẽ vào vòng hai. Tân tổng thống tuyên thệ nhậm chức trong một buổi lễ long trọng được gọi là lễ trao quyền (passation des pouvoirs).
Ứng cử viên tổng thống phải có chữ ký đề cử (parrainages) của ít nhất 500 quan chức dân cử địa phương, chủ yếu là thị trưởng của ít nhất 30 tỉnh hoặc lãnh thổ hải ngoại của Pháp và không quá 10% trong số quan chức được đến từ cùng một tỉnh hoặc lãnh thổ hải ngoại. Mỗi quan chức chỉ được đề cử một ứng cử viên.

## Nhiệm vụ và quyền hạn
Nền Đệ Ngũ Cộng hòa theo bán tổng thống chế và tổng thống Pháp khá quyền lực so với hầu hết các nguyên thủ quốc gia châu Âu khác. Tổng thống là nguyên thủ quốc gia, có nhiệm vụ phân xử hoạt động của các cơ quan chính phủ. Tổng thống có ảnh hưởng và quyền lực đáng kể, nhất là trong lĩnh vực an ninh quốc gia và chính sách đối ngoại. Quyền hạn lớn nhất của tổng thống là quyền bổ nhiệm thủ tướng. Tuy nhiên, tổng thống thường phải bổ nhiệm một thủ tướng có thể giành được sự ủng hộ của Hạ viện Pháp vì Hạ viện có quyền bỏ phiếu bất tín nhiệm Chính phủ. Quyền hạn của tổng thống đối với chính phủ tùy thuộc một phần vào sự ủng hộ của Hạ viện:
- Khi đảng của tổng thống không chiếm đa số tại Hạ viện thì tổng thống phải chia sẻ quyền lực với thủ tướng của phe đối lập và bị hạn chế quyền lực về đối nội.
- Khi đảng của tổng thống chiếm đa số tại Hạ viện, tổng thống có thể tích cực tác động đến chính sách của chính phủ và tùy ý bổ nhiệm, miễn nhiệm thủ tướng.

Tổng thống có những quyền hạn sau đây:
- Đề nghị Nghị viện xem xét lại dự luật hoặc đề nghị Hội đồng Bảo hiến xem xét tính hợp hiến của dự luật;
- Triệu tập kỳ họp bất thường của Nghị viện nếu Chính phủ hoặc ít nhất quá nửa số hạ nghị sĩ yêu cầu;
- Giải tán Hạ viện một lần mỗi năm sau khi tham khảo ý kiến của thủ tướng, chủ tịch Hạ viện và chủ tịch Thượng viện;
- Quyết định trưng cầu ý dân về điều ước quốc tế và một số dự luật theo đề nghị của Chính phủ hoặc Nghị viện;
- Thống lĩnh Lực lượng Vũ trang Pháp và chủ trì các hội đồng, ủy ban quốc phòng cấp cao;
- Chủ trì Hội đồng Bộ trưởng;
- Bổ nhiệm thủ tướng và bổ nhiệm, miễn nhiệm các bộ trưởng theo đề nghị của thủ tướng;
- Bổ nhiệm các chức danh dân sự, quân sự với sự đồng ý của Hội đồng Bộ trưởng;
- Bổ nhiệm ba thành viên Hội đồng Bảo hiến;
- Quyết định đàm phán, phê chuẩn điều ước quốc tế;
- Tiếp nhận đại sứ của nước ngoài và cử đại sứ;
- Quyết định ân xá;
- Thi hành các biện pháp khẩn cấp sau khi tham khảo ý kiến của thủ tướng, chủ tịch Hạ viện, chủ tịch Thượng viện và chủ tịch Hội đồng Bảo hiến.

## Quyền miễn trừ và bãi nhiệm
Tổng thống được hưởng quyền miễn trừ trong suốt nhiệm kỳ của mình: tổng thống không thể bị triệu tập ra làm chứng trước tòa án hoặc cơ quan hành chính, khởi tố, điều tra hoặc truy tố dân sự. Tuy nhiên, thời hiệu bị đình chỉ trong nhiệm kỳ của tổng thống và việc điều tra, truy tố có thể được tiến hành sớm nhất là một tháng sau khi tổng thống hết nhiệm kỳ. Tổng thống không phải chịu trách nhiệm cá nhân về hành động chính thức của mình, trừ phi bị truy tố trước Tòa án Hình sự Quốc tế hoặc bị Nghị viện bãi nhiệm. Nghị viện họp liên tịch thành Tòa án cấp cao theo đề xuất của một trong hai viện để xem xét bãi nhiệm tổng thống trong trường hợp tổng thống xao lãng nhiệm vụ của mình. Quyết định bãi nhiệm phải được ít nhất hai phần ba số hạ nghị sĩ và thượng nghị sĩ biểu quyết tán thành

## Kế nhiệm và khuyết tổng thống

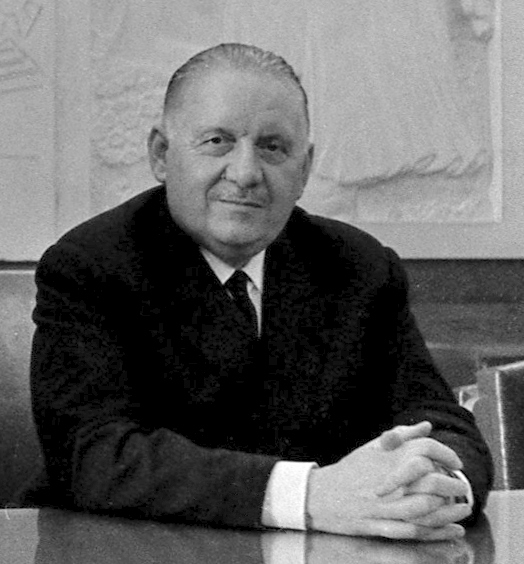
Alain Poher, quyền tổng thống Pháp vào năm 1969 và năm 1974

Trong trường hợp tổng thống qua đời, từ chức hoặc bị bãi nhiệm thì chủ tịch Thượng viện giữ quyền tổng thống. Alain Poher là người duy nhất giữ quyền tổng thống và đã giữ quyền tổng thống hai lần: lần đầu tiên vào năm 1969 sau khi Charles de Gaulle từ chức và lần thứ hai vào năm 1974 sau khi Georges Pompidou qua đời.
Cuộc bầu cử tổng thống mới phải được tổ chức sớm nhất là 20 ngày và chậm nhất là 35 ngày kể từ ngày khuyết tổng thống. Vòng đầu và vòng hai của cuộc bầu cử tổng thống có thể cách nhau tối đa 15 ngày, tức là chủ tịch Thượng viện chỉ có thể giữ quyền tổng thống trong thời gian tối đa là 50 ngày.
Quyền tổng thống không được giải tán Hạ viện, trưng cầu ý dân hoặc tiến hành sửa đổi hiến pháp. Trong trường hợp khuyết chủ tịch Thượng viện thì Chính phủ thực hiện nhiệm vụ của của tổng thống, được một số học giả về hiến pháp giải thích là thủ tướng giữ quyền tổng thống hoặc các thành viên nội các theo thứ tự bổ nhiệm nếu thủ tướng không làm việc được. Trên thực tế, Thượng viện thường sẽ chỉ định một chủ tịch Thượng viện mới nếu khuyết chủ tịch Thượng viện nên việc thủ tướng giữ quyền tổng thống hiếm khi xảy ra.

## Nơi ở và làm việc chính thức

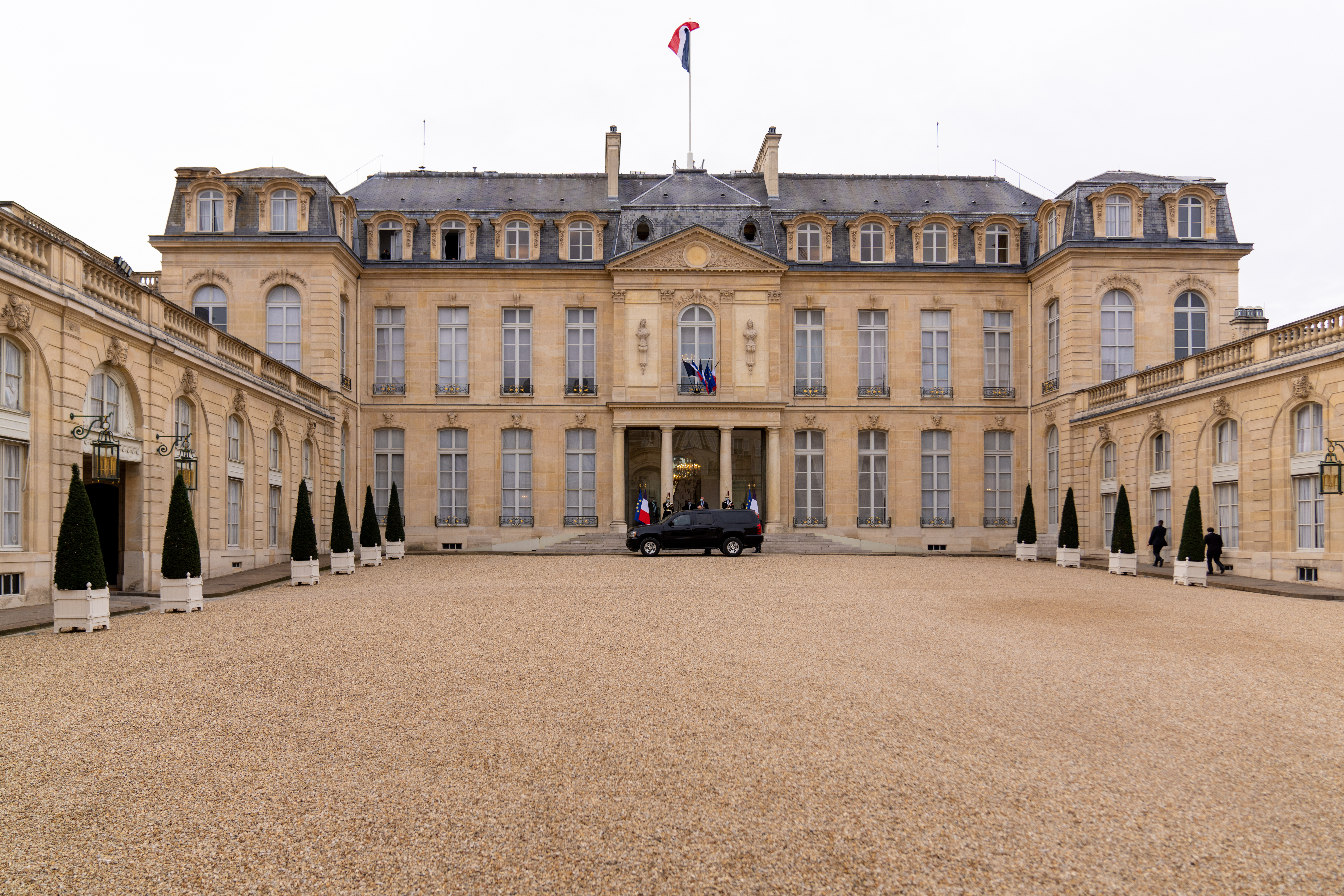
Điện Élysée là nơi ở và làm việc chính thức của tổng thống

Điện Élysée là nơi ở và làm việc chính thức của tổng thống. Những dinh thự, biệt thự khác của tổng thống bao gồm:
- Lâu đài Rambouillet, là biệt thự của tổng thống từ năm 1896 đến năm 2009 và hiện là một di tích quốc gia;
- Pháo đài Brégançon, là nơi nghỉ dưỡng chính thức của tổng thống từ năm 1986 và hiện là một di tích quốc gia.
- La Lanterne, là nơi nghỉ dưỡng chính thức của tổng thống từ năm 2007.

## Lương bổng
Mức lương của tổng thống được xác định bằng cách so sánh với bậc lương của những quan chức cấp cao nhất của Pháp. Ngoài ra, tổng thống được trả phụ cấp cư trú là 3% và phụ cấp chức năng là 25% ngoài lương và trợ cấp cư trú. Mức lương và các khoản phụ cấp bằng mức lương của thủ tướng và cao hơn 50% so với mức lương cao nhất của các thành viên khác của chính phủ. Mức lương hiện tại của tổng thống là 142.000 euro mỗi năm. Tiền lương và trợ cấp cư trú của tổng thống phải chịu thuế thu nhập.
Nguyên tổng thống được hưởng lương hưu trọn đời theo bậc lương của Tham chính viện, được cấp hộ chiếu ngoại giao và là thành viên Hội đồng Bảo hiến. Nguyên tổng thống cũng được cấp nhà công vụ, vé tàu hỏa đối với chuyến đi công tác chính thức và chế độ cảnh vệ.